# Joar Hoff
Joar Hoff (1939. április 10. – 2019. május 22.) norvég labdarúgó, edző.

## Pályafutása
Játékosként 1959-ben a Bodø/Glimt, 1961-ben a Lillestrøm és a Strømmen, 1965-ben a Vålerenga csapatában játszott.
Hoff edzette a Lillestrømöt első két élvonalbeli szezonjuk alkalmával, az 1976-ost megnyerték. Az 1982-es szezonban is ő irányította a csapatot, harmadikak lettek. 1978-ban is edzősködött.
Három alkalommal is volt a Sander Idrettslag edzője. Egyik játékoskori csapatát, a Strømment is két alkalommal edzette. Utolsó csapata a Lørenskog Idrettsforening volt 1985-ben.
Ivar Hoff testvére. Ő is edzősködött a Lillestrømnél, de volt az SK Brann trénere is. Ivar 1975 és 1997 között edzősködött.